# Chnaunanthus flavipennis
Chnaunanthus flavipennis är en skalbaggsart som beskrevs av Horn 1867. Chnaunanthus flavipennis ingår i släktet Chnaunanthus och familjen Melolonthidae. Inga underarter finns listade i Catalogue of Life.